# Gertrude Pritzi
Gertrude Pritzi znana również jako Trude Pritzi (ur. 15 stycznia 1920 w Wiedniu, zm. 21 października 1968) – austriacka tenisistka stołowa, pięciokrotna mistrzyni świata.
Czternastokrotnie zdobywała medale mistrzostw świata. Zwyciężała w grze pojedynczej w 1936, w turnieju drużynowym w 1939 roku w Kairze oraz dwukrotnie (1939 w parze z Hilde Bussmann, 1947 w parze z Gizellą Lantos-Gervai-Farkas) grze podwójnej. W 1937 podczas mistrzostw świata w Baden nie odbył się jej pojedynek finałowy z Amerykanką Ruth Hughes Aarons. Wówczas tytułu nie przyznano, jednak od kwietnia 2001 decyzją ITTF obie zawodniczki figurują na liście triumfatorów mistrzostw świata w grze pojedynczej. W 1939 roku (po przyłączeniu Austrii do III Rzeszy w 1938 roku) startowała w barwach Niemiec.
Była 21-krotną mistrzynią Austrii (dziesięć zwycięstw w grze pojedynczej w latach 1937–1938, 1946–1949, 1951–1953, 1955) i 14-krotną mistrzynią Niemiec (siedem razy indywidualnie w latach 1938–1944).